# Pidonia submetallica
Pidonia submetallica är en skalbaggsart som beskrevs av Hayashi 1974. Pidonia submetallica ingår i släktet Pidonia och familjen långhorningar.
Artens utbredningsområde är Taiwan. Inga underarter finns listade i Catalogue of Life.